# ARIKA
株式會社ARIKA（日語：株式会社アリカ）是一家總公司位於日本東京都品川區，專門從事家用電視遊戲開發的遊戲公司。成立於1995年。

## 公司概要
1995年11月1日，由卡普空開發部門出身的西谷亮自行就任執行社長，成立ARIKA的前身「株式會社ARMTEC（アームテック）」。
1996年3月改成現在的公司名稱。其公司名稱取自於創設人西谷用自己的名字（AKIRA→ARIKA）倒過來念的念法。

## 開發遊戲名稱

### 街機遊戲
※括號表示西元年月日說明運轉啟動日期。
- 快打旋風EX（日语：ストリートファイターEX）（1996年12月）
- 快打旋風EX PLUS（1997年3月）
- 快打旋風EX2（1998年5月）
- 俄羅斯方塊大師（1998年8月）
- Fighting Layer（日语：ファイティングレイヤー）（1998年12月）
- 快打旋風EX2 PLUS（1999年7月）
- 俄羅斯方塊大師2（日语：テトリス ジ・アブソリュート ザ・グランドマスター2）（2000年10月）
- Technic Beat（日语：テクニクビート）（2002年7月）
- 俄羅斯方塊大師3 -Terror Instinct-（日语：テトリス ザ・グランドマスター3 -Terror Instinct-）（2005年2月）
- 超七龍珠Z（日语：超ドラゴンボールZ）（2005年12月）
- DRUAGA ONLINE：The Story of AON（日语：ドルアーガオンライン THE STORY OF AON）（2006年4月）

### 家用／移植遊戲
※括號表示西元年月日說明發售日期。
- 快打旋風EX PLUS α（日语：ストリートファイターEX）（1997年7月17日）
- Animetic Story Game 1 庫洛魔法使（1999年8月5日）
- 快打旋風EX2 PLUＳ（1999年12月24日）
- 魔法（2000年1月27日發行／限定版、通常版共同）
- 快打旋風EX3（2000年3月4日）
- 俄羅斯方塊 with 庫洛魔法使 永恆的心（2000年8月10日）
- 音樂大作戰（2001年1月25日）
- EVERBLUE（2001年8月9日）
- 對局麻將！（2001年12月20日）
- EVERBLUE2（2002年8月8日）
- Technic Beat（日语：テクニクビート）（2002年11月7日）
- 洛克人EXE Transmission（日语：ロックマンエグゼ トランスミッション）（2003年3月6日）
- 怒首領蜂大往生（日语：怒首領蜂大往生）（2003年4月10日）
- Espgaluda（日语：エスプガルーダ）（2004年6月17日）
- THE NIGHTMARE OF DRUAGA（日语：ザ・ナイトメア・オブ・ドルアーガ 不思議のダンジョン）（2004年7月29日）
- TSUBASA翼 -RESERVoir CHRoNiCLE-（2005年10月27日）
- TSUBASA翼 -RESERVoir CHRoNiCLE- Vol.2（2006年4月20日）
- TETRIS THE GRAND MASTER ACE（日语：テトリス ザ・グランドマスター エース）（2005年12月10日）
- 超七龍珠Z（日语：超ドラゴンボールZ）（2006年6月29日）
- 永恆蔚藍（日语：FOREVER BLUE）（2007年8月2日）
- 瑪利歐醫生&細菌撲滅（2008年3月25日）
- 瑪利歐醫生（2008年12月24日）
- 無情剎那（2009年9月2日）
- 永恆蔚藍 海洋的呼喚（日语：FOREVER BLUE 海の呼び声）（2009年9月17日）
- 立體益智泡泡龍 3D（2011年2月26日）
- 3D classic Excite Bike（日语：エキサイトバイク）（2011年6月7日）
- 鐵拳3D 精華版（日语：鉄拳 3D プライム エディション）（2012年2月16日）
- Kuma&♥Tomo（日语：クマ・トモ）（2013年6月20日）
- 路易吉醫生&細菌撲滅（2014年1月15日）
- Fighting EX Layer（日语：ファイティングEXレイヤー）（2018年6月28日）
- 俄羅斯方塊99（2019年2月14日，任天堂Switch線上服務加入者用特典）
- 超級瑪利歐兄弟35（2020年10月1日至2021年3月31日，任天堂Switch線上服務加入者用特典）
- 食鬼99（2021年4月8日至2023年10月8日，任天堂Switch線上服務加入者用特典）
- 永恆蔚藍 流光（英语：Endless_Ocean_Luminous）（2024年5月2日）

## 外部連結
- 株式會社ARIKA公式官網（页面存档备份，存于） （日語）
- ARIKA的Facebook專頁 （日語）